# Homoeoxipha gracilis
Homoeoxipha gracilis är en insektsart som beskrevs av Lucien Chopard 1967. Homoeoxipha gracilis ingår i släktet Homoeoxipha och familjen syrsor. Inga underarter finns listade i Catalogue of Life.